# رقمنة الصور
رقمنة الصور أو التصوير الرقمي هي مصطلحات تُشير إلى إنشاء تمثيل رقمي للخصائص البصرية لجسم ما، مثل مشهد مادي مُحدد أو الهيكل الداخلي لمشهد ما، ويشمل ذلك أيضًا معالجة هذه الصور وضغطها وتخزينها وطباعتها وعرضها. تتمتع الصور الرقمية بمزايا عديدة مقارنةً بالصور التناظرية الناتجة من التصوير الفوتوغرافي على سبيل المثال، ومن أهم هذه المميزات القدرة على نشر نسخ رقمية من الجسم الأصلي دون حدوث أي فقد في جودة الصورة.
يمكن تصنيف التصوير الرقمي حسب نوع الإشعاع الكهرومغناطيسي أو الموجات الأخرى التي ينقل توهينها المتغير، عند انكسارها عبر الأجسام أو انعكاسها عنها، المعلومات التي تُكوّن الصورة. في جميع فئات التصوير الرقمي، تُحوّل أجهزة استشعار الصور المعلومات إلى إشارات رقمية تُعالج بواسطة جهاز حاسوب، ثُم تُخرج كصورة ضوئية مرئية. فعلى سبيل المثال، يسمح الضوء المرئي بالتصوير الرقمي (بما في ذلك تصوير الفيديو الرقمي) باستخدام أنواع مختلفة من الكاميرات الرقمية، مثل كاميرات الفيديو الرقمية. وتتيح الأشعة السينية التصوير الرقمي باستخدام الأشعة السينية كما في التصوير الشعاعي الرقمي، والتنظير الفلوري، والتصوير المقطعي المحوسب)، وتسمح أشعة غاما بالتصوير الرقمي باستخدام أشعة غاما، كما في التصوير الومضي الرقمي، والتصوير المقطعي المحوسب بإصدار فوتون واحد، والتصوير المقطعي بالإصدار البوزيتروني، على حين يسمح الصوت بالتصوير باستخدام الموجات فوق الصوتية، كما في التصوير بالموجات فوق الصوتية الطبية والسونار، وتسمح الموجات الراديوية بالتصوير الراداري. يُناسب التصوير الرقمي تحليل الصور باستخدام البرامج، بالإضافة إلى تحريرها ومعالجتها.

## التاريخ
كان الفرنسي جوزيف نيسيفور نيبس هو أول من التقط صورة فوتوغرافية في العالم على الإطلاق. كان ذلك في عام ١٨٢٦، وكانت الصورة بعنوان «منظر من نافذة لو جراس». بدأت قصة التقاط أول صورة في العالم عندما كان جوزيف في الثامنة والعشرين من عمره، كان يناقش مع شقيقه كلود إمكانية إعادة إنتاج الصور باستخدام الضوء. كان الأخوان في ذلك الوقت يعملان على تصنيع مُحرك للقوارب، وهو ما نجح كلود في الترويج له مما دفعه للسفر إلى إنجلترا، على حين بدأ جوزيف يركز اهتمامه على ابتكار تقنية التصوير الفوتوغرافي الجديدة عام ١٨١٦. وفي عام ١٨٢٦، تمكن من التقاط أول صورة فوتوغرافية له لمنظر من خلال نافذته، وقد استغرق هذا ثمانِ ساعات أو أكثر من التعرض للضوء.
أُنتجت أول صورة رقمية عام ١٩٢٠، باستخدام نظام بارتلين لنقل الصور بالكابل، وهي الطريقة التي طورها المخترعان البريطانيان، هاري ج. بارثولوميو وماينارد د. ماكفارلين، وتعتمد هذه الطريقة على سلسلة من الصور السلبية التي يتم تجميعها على ألواح من الزنك، ثُم تُعرض للضوء لفترات زمنية متفاوتة، مما يُنتج عنه كثافات متفاوتة. وبعد ذلك ينتج نظام بارتلين لنقل الصور عبر الكابل عند طرفي الإرسال والاستقبال بطاقة بيانات مثقوبة أو شريطًا يُمكن في النهاية إعادة إنتاجه كصورة. وفي عام ١٩٥٧، أنتج راسل أ. كيرش جهازًا يُولّد بيانات رقمية يُمكن تخزينها في حاسوب. وقد استخدم هذا الجهاز ماسحًا ضوئيًا أسطوانيًا وأنبوبًا لمضاعفة الضوء.
شهد عقدي الستينيات والسبعينيات من القرن العشرين، المزيد من عمليات التطوير لتقنيات التصوير الرقمي، بهدف التغلب على نقاط الضعف التشغيلية لكاميرات الأفلام، وذلك في المهام العلمية والعسكرية، مثل برنامج كيه إتش-11 كينين. ومع الانخفاض في تكلفة التقنية الرقمية خلال العقود اللاحقة، حلت تقنيات التصوير الرقمي محل أساليب الأفلام القديمة في العديد من الأغراض. وفي أوائل ستينيات القرن العشرين، أثناء تطوير معدات مدمجة وخفيفة الوزن وقابلة للحمل والاختبار غير التدميري على متن الطائرات البحرية، اشترك كل من فريدريك جي. ويغارت وجيمس إف. ماكنولتي مهندس الراديو الأمريكي الذي كان يعمل في ذلك الوقت مهندسًا بشركة أوتوميشن إندستريز، والتي كان مقرها الرئيسي يقع في مدينة إل سيغوندو بولاية كاليفورنيا، في اختراع أول جهاز لتوليد صورة رقمية آنية، وهي صورة شعاعية رقمية فلوروسكوبية، تكونت من خلال التقاط إشارات الموجة المربعة على الشاشة الفلورية لجهاز الفلوروسكوب لإنشاء الصورة.

### مستشعرات الصور الرقمية
اخترع الفيزيائيان ويلارد س. بويل وجورج إي. سميث جهاز اقتران الشحنة في مختبرات بيل عام ١٩٦٩، بعدما وجدا خلال أبحاثهما حول الأكاسيد المعدنية لأشباه الموصلات، أن الشحنة الكهربائية تُشبه في خصائصها الشحنة المغناطيسية، وأنه يمكن تخزينها على مكثف أكاسيد معدنية شبه موصلة صغير. ولأن تصنيع سلسلة مكثفات متتالية من الأكاسيد المعدنية لأشباه الموصلات كان سهلاً نسبيًا، فقد وُصلا بها جهدًا كهربائيًّا مناسبًا بحيث يمكن نقل الشحنة من مكثف إلى آخر. تكون جهاز اقتران الشحنة من دائرة شبه موصلة استُخدمت لاحقًا في أولى كاميرات الفيديو الرقمية للبث التلفزيوني.
عانت مستشعرات جهاز اقتران الشحنة المبكرة من مشكلة تأخر الغالق، وهي المشكلة التي أمكن التغلب عليها وعلاجها إلى حد كبير باختراع الثنائي الضوئي المثبت عام ١٩٨٠ على يد مجموعة من المهندسين العاملين بشركة إن إي سي، وهم نوبوكازو تيرانيشي وهيروميتسو شيراكي وياسو إيشيهارا. كان الثنائي الضوئي المُثبت عبارة عن هيكل مستشعر ضوئي يتميز بتأخر منخفض، وتشوه منخفض القيمة، مع كفاءة كمية عالية، وتيار مظلم منخفض. وفي عام 1987، بدأ دمج الثنائي الضوئي المثبت في معظم أجهزة اقتران الشحنة، ليصبح عنصرًا أساسيًا في كاميرات الفيديو الإلكترونية الاستهلاكية اللاحقة، ثم في الكاميرات الرقمية الثابتة. ومنذ ذلك الحين، أصبح الثنائي الضوئي المثبت مُستخدما في جميع مستشعرات أجهزة اقتران الشحنة تقريبًا، ثم مستشعرات أشباه الموصّلات ذات الأكاسيد المعدنية المُتتامة.
اخترعت شركة أوليمبوس في اليابان في منتصف عقد الثمانينيات من القرن العشرين مستشعر البكسل النشط القائم على منطق أكسيد شبه موصل من النوع السالب، وقد ساهم تطوير هذا المستشعر لاحقًا في إحداث طفرة في تصنيع أجهزة الأكاسيد المعدنية لأشباه الموصلات، حيث وصل مقياس موسفت إلى مستويات أصغر من الميكرون، ثم إلى مستويات من دون الميكرون. صُنع مستشعر البكسل النشط القائم على منطق أكسيد شبه موصل من النوع السالب على يد تسوتومو ناكامورا وفريقه في شركة أوليمبوس عام 1985، ثُم طوّر لاحقًا إريك فوسوم وفريقه في مختبر الدفع النفاث التابع لوكالة أبحاث الفضاء الأمريكية (ناسا) مستشعرات أشباه الموصّلات ذات الأكاسيد المعدنية المُتتامة حوالي عام 1993. وبحلول عام ٢٠٠٧، كانت مبيعات مستشعرات أشباه الموصّلات ذات الأكاسيد المعدنية المُتتامة قد تجاوزت مبيعات مستشعرات أجهزة اقتران الشحنة.

### ضغط الصور الرقمية
كان تحويل جيب التمام المتقطع واحدًا من التطورات المهمة في تقنية ضغط الصور الرقمية. يُستخدم أسلوب ضغط الصور الرقمية من خلال تحويل جيب التمام المتقطع في تنسيق JPEG، الذي قدمته مجموعة خبراء التصوير الفوتوغرافي المشتركة عام ١٩٩٢. يُعد تنسيق JPEG هو تنسيق ملفات الصور الأكثر استخدامًا على شبكة الإنترنت، بفضل بقدرته على ضغط الصور إلى أحجام ملفات أصغر بكثير.

### آلات التصوير الرقمية
شكلت أفكار المسح الضوئي المختلفة هذه أساس التصاميم الأولى لآلات التصوير الرقمية. كانت الكاميرات القديمة تستغرق وقتًا طويلاً لالتقاط الصور، ولم تكن مناسبة للأغراض الاستهلاكية. لم تشهد آلات التصوير الرقمية رواجًا حقيقيًا إلا مع اعتماد جهاز اقتران الشحنة، وبعد أن أصبح جهاز اقتران الشحنة جزءًا من أنظمة التصوير المستخدمة في التلسكوبات. ظهرت أولى آلات التصوير الرقمية في ثمانينيات القرن العشرين، وكانت تلتقط صورًا بالأبيض والأسود، ثُم أُضيفت الألوان إلى جهاز اقتران الشحنة، وسُرعان ما أصبحت الألوان ميزة متوفرة في معظم آلات التصوير الرقمية اليوم.

## التطوير
شهد مجال التصوير الرقمي تطورات هائلة خلال العقود اللاحقة. وبعد أن كانت مصطلحات مثل الصور السلبية والتعرض تُعتبر مفاهيمًا غريبة على الكثيرين، وبعد أن ساهمت في ظهور أول صورة رقمية في العالم عام ١٩٢٠، فقد أدت في نهاية المطاف إلى انخفاض تكلفة المعدات، وظهور برامج قوية وبسيطة، ونمو محتوى شبكة الإنترنت. أثّر التطور والإنتاج المستمران للمعدات والأجهزة المادية المتعلقة بالتصوير الرقمي على البيئة المحيطة بهذا المجال بدءًا من ظهور آلات التصوير الرقمية وآلات تصوير الويب، وحتى ظهور الطابعات الرقمية والماسحات الضوئية الرقمية، وسرعان ما أصبحت هذه الأجهزة أكثر أناقةً ونحافةً وسرعةً وأقل تكلفةً. ومع انخفاض تكلفة المعدات، استقبل السوق مزيدا من المطورين للمتحمسين الجدد، مما أتاح لمزيد من المستهلكين تجربة متعة إنشاء صورهم الخاصة.
تستطيع أجهزة الحواسيب المحمولة الشخصية، وأجهزة الحواسيب المكتبية العائلية، وأجهزة حواسيب الشركات اليوم التعامل مع برامج التصوير الفوتوغرافي، غير أن أجهزة الحواسب تُصبح أكثر قوةً وكفاءة كلما ازدادت قدرتها على تشغيل البرامج من أي نوع، وخاصةً برامج التصوير الرقمي. تزداد هذه البرامج ذكاءً وبساطةً بسرعة. على الرغم من أن وظائف برامج اليوم تصل إلى مستوى التحرير الدقيق وحتى عرض الصور ثلاثية الأبعاد، إلا أن واجهات المستخدم مصممة لتكون سهلة الاستخدام للمستخدمين المتقدمين، وكذلك للمهتمين الجدد.
تُتيح شبكة الإنترنت تحرير وعرض ومشاركة الصور والرسومات الرقمية. فبمجرد تصفح سريع للإنترنت، يمكنك بسهولة العثور على أعمال فنية جرافيكية لفنانين ناشئين، وصور إخبارية من جميع أنحاء العالم، وصور لشركات لمنتجات وخدمات جديدة، وغيرها الكثير. وقد أثبت الإنترنت بوضوح أنه عامل محفز لنمو التصوير الرقمي. تُغير مشاركة الصور عبر الإنترنت طريقة فهمنا للتصوير الفوتوغرافي والمصورين. تتيح مواقع مثل فليكر وشاترفلاي وإنستغرام لمليارات الأشخاص إمكانية مشاركة صورهم، سواء كانوا هواة أو محترفين. لقد تحول التصوير الفوتوغرافي من وسيلة فاخرة للتواصل والمشاركة إلى لحظة عابرة. كما تغيرت موضوعات الصور المُلتقطة، ففي الماضي، كانت الصور تُلتقط في المقام الأول للأشخاص والعائلات. أما الآن، فنحن نلتقطها لأي شيء. يمكننا توثيق يومنا ومشاركته مع الجميع بلمسة من أصابعنا.
في عام ١٨٢٦، كان نيبس أول من طور صورة فوتوغرافية تستخدم الأضواء لإعادة إنتاج الصور، وقد شهد التصوير الفوتوغرافي تطورًا هائلاً على مر السنين. أصبح كلٌّ منا الآن مصورًا بطريقته الخاصة، بينما كانت تكلفة الصور الدائمة خلال أواخر القرن التاسع عشر وبدايات القرن العشرين محل تقدير كبير من المستهلكين والمنتجين. ووفقًا لمقال نُشر في مجلة بعنوان «خمس طرق غيّرتنا بها الكاميرات الرقمية»، جاء ما يلي:
كان تأثير هذا على المصورين المحترفين هائلًا. ففي قديم الزمان، لم يكن المصور يجرؤ على إضاعة أي لقطة إلا إذا كان متأكدًا تقريبًا من نجاحها. لقد غيّر استخدام التصوير الرقمي (التصوير الفوتوغرافي) طريقة تفاعلنا مع بيئتنا على مر السنين. أصبح جزء من العالم يُختبر بشكل مختلف من خلال التخيل البصري للذكريات الدائمة، وأصبح شكلًا جديدًا من أشكال التواصل مع الأصدقاء والعائلة والأحباء حول العالم دون الحاجة إلى التفاعل وجهًا لوجه. من خلال التصوير الفوتوغرافي، يسهل رؤية من لم ترهم من قبل والشعور بوجودهم دون وجودهم. على سبيل المثال، يُعد إنستغرام أحد وسائل التواصل الاجتماعي حيث يُسمح لأي شخص بالتقاط وتحرير ومشاركة الصور التي يريدها مع الأصدقاء والعائلة. كما تُعدّ شبكات التواصل الاجتماعي مثل فيسبوك وسنابشات وفاين وتويتر طرقًا للتعبير عن أنفسهم بكلمات قليلة أو معدومة، حيث تُمكّن من التقاط كل لحظة مهمة. أصبحت الذكريات الدائمة التي كان من الصعب التقاطها الآن سهلة لأن الجميع أصبحوا قادرين على التقاط الصور وتحريرها على هواتفهم أو على أجهزة الحواسيب المحمولة. أصبح التصوير الرقمي وسيلة جديدة للتواصل يتزايد استخدامها بسرعة مع مرور الوقت، مما أثر على العالم من حولنا.
وفي دراسة أجرتها باسي، ماينز وجد فرانسيس وملبورن وُجد أن الرسومات المستخدمة في الصف الدراسي لها تأثير سلبي كبير على محتوى تقارير الطلاب المختبرية، ووجهات نظرهم حول المختبرات، وحماسهم، وكفاءة وقت التعلم. أما أسلوب التعلم المستند إلى التوثيق، فلم يُحدث أي تأثير كبير على الطلاب في هذه المجالات. كما وجد أن الطلاب كانوا أكثر تحفيزًا وحماسًا للتعلم عند استخدام الصور الرقمية.

## التطبيقات

### في مجال التعليم
استفاد المعلمون والطلاب على حد سواء من انتشار أجهزة العرض الرقمية والشاشات والرسومات الرقمية في الفصول الدراسية بفضل سهولة استخدامها وإمكانيات التواصل العالية التي توفرها، على الرغم من أن تعرضها للسرقة قد تكون مشكلة شائعة في المدارس. كما تزداد أهمية تعلم أساسيات التصوير الرقمي خلال مراحل التعليم الأساسي وللمحترفين الشباب. وقد شدد ريد، خبير إنتاج التصميم بجامعة واشنطن الغربية، على أهمية استخدام المفاهيم الرقمية لتعريف الطلاب بالتقنيات الحديثة والمجزية الموجودة في إحدى أهم قطاعات القرن الحادي والعشرين.

### في مجال التصوير الطبي
يُعتبر التصوير الطبي الرقمي فرعًا من فروع التصوير الرقمي هدف إلى المساعدة في تشخيص الأمراض. ويشهد مجال التصوير الطبي الرقمي في الوقت الراهن نموًا سريعًا، وهو ما يُمكن أن يُحسن من جودة الخدمات الطبية بشكل ملحوظ، إذ تشير دراسة حديثة أجرتها الأكاديمية الأمريكية لطب الأطفال إلى أن التصوير الطبي السليم للأطفال الذين قد يعانون من التهاب الزائدة الدودية قد يقلل من عدد عمليات استئصال الزائدة الدودية اللازمة. أتاح التصوير الطبي الرقمي أيضًا تصويرًا دقيقًا ومفصلًا بشكل مذهل للدماغ والرئتين والأوتار وأجزاء أخرى من الجسم، والحصول على صور يمكن أن يستخدمها أخصائيو الرعاية الصحية لخدمة المرضى بشكل أفضل. مع تبني المزيد من الدول للتقنيات رقمنة الصور في مجال التصوير الطبي، فقد وُجد أن رقمنة الصور كانت مفيدة بشكل متزايد لكل من المريض والطاقم الطبي. وتشمل الآثار الإيجابية للتخلي عن الورق والتوجه نحو رقمنة الصور الانخفاض العام في تكلفة الرعاية الطبية، بالإضافة إلى زيادة إمكانية الوصول العالمي والفوري إلى هذه الصور. وبفضل وجود ما يُعرف ببرنامج التصوير الرقمي في الاتصالات والطب، يُمكن أن يتغير مُستقبل الخدمات الضحية في العالم بأكمله. إنه ليس مجرد نظام لالتقاط صور عالية الجودة للأعضاء الداخلية فقط، ولكنه مفيد أيضًا في معالجة تلك الصور، فهو بمثابة نظام شامل يجمع بين معالجة الصور ومشاركتها وتحليلها، مما يضمن راحة المريض وفهمه. يوفر هذا البرنامج خدمة شاملة، وبالتالي فقد أصبح استخدامه في المؤسسات الصحية ضرورة حتمية.

### في المجال التقني
أصبحت معالجة الصور الرقمية أكثر فائدة في المجالات التقنية من معالجة الصور التناظرية في ظل التقدم التقني الهائل الذي نشهده اليوم. ومن بين أهم المميزات التي وفرتها رقمنة الصور في المجالات التقنية ما يلي:

#### تحسين الصورة واستعادتها
أمكن تحسين الصورة واستعادتها من خلال التقاط الصور باستخدام آلة تصوير حديثة، ثُم تحويلها إلى صورة مُحسّنة أو تعديلها وإضافة بعض التأثيرات إليها للحصول على الصور المطلوبة مثل عمليات التكبير، وضبط التشويش، وضبط الحدة، والتحكم في تدرج اللون الرمادي، واستعادة الصورة، وتحديدها.

#### التعرف على الوجه
يُشير مُصطلح التعرف على الوجوه إلى تلك التقنية الحاسوبية التي تُحدد مواقع وأحجام الوجوه البشرية في الصور الرقمية المُستقلة. يُميز هذا النظام عناصر الوجه ويتجاهل أي شيء آخر، مثل الهياكل والأشجار والأجسام.

#### الاستشعار عن بُعد
يُستخدم الاستشعار عن بُعد لجمع بيانات عن كائن أو حدث على نطاق صغير أو كبير، باستخدام أجهزة تسجيل أو كشف مُستمر غير مُلامسة للكائن. عمليًا، يهدف الاستشعار عن بُعد إلى جمع البيانات عن بُعد باستخدام مجموعة متنوعة من الأجهزة لجمع البيانات التي تتعلق بكائن أو موقع مُحدد.

#### الكشف عن الأنماط
يُشير مُصطلح الكشف عن الأنماط إلى دراسة أو تحليل ناتج عن معالجة الصور. في مجال كشف الأنماط، تُستخدم معالجة الصور للتعرف على عناصر الصور، ثم تُستخدم دراسة الآلة لتدريب نظامٍ ما على تباين الأنماط. ويُستخدم كشف الأنماط في عمليات التحليل بمساعدة الحاسوب، وكشف الخطوط، وتحديد الصور، وغيرها الكثير.

#### معالجة الألوان
تشمل معالجة الألوان معالجة الصور الملونة ومواقع الألوان المختلفة المستخدمة. ويشمل ذلك أيضًا دراسة نقل الصور الملونة وتخزينها وترميزها.

#### الواقع المعزز
يُعد التصوير الرقمي للواقع المعزز مجالًا شاملًا ضمن السياق الأوسع لتقنيات الواقع المعزز. ويشمل إنشاء الصور الرقمية ومعالجتها وتفسيرها لاستخدامها في بيئات الواقع المعزز. ويلعب التصوير الرقمي للواقع المعزز دورًا هامًا في تحسين تجربة المستخدم، حيث يوفر تراكبات واقعية للمعلومات الرقمية على العالم الحقيقي، مما يُسهم في سد الفجوة بين العالمين المادي والافتراضي.